# ギュンター・ネッツァー
ギュンター・テオドール・ネッツァー（Günter Theodor Netzer、1944年9月14日 - ）は、ドイツ・メンヒェングラートバッハ出身の元サッカー選手、サッカー解説者。元西ドイツ代表。現役時代のポジションはMF（オフェンシブハーフ）。
「駿馬のイレブン」と呼ばれたボルシアMGの中心選手として活躍し、当時世界最高のMFの一人とされていた選手である。

## 略歴

### クラブ
1944年9月14日に八百屋の息子として生まれたネッツァーは、1953年、9歳の時、FCメンヒェングラートバッハというクラブでサッカーを始める。1963年、ボルシアMGに移籍。1965-66年シーズンにボルシアMGとプロ契約を結び、ヘネス・ヴァイスヴァイラー監督の信頼を得て1973年まで230試合出場82ゴールの活躍を見せ、1969-70、1970-71シーズンのドイツ・ブンデスリーガ優勝や1972-73シーズンのドイツリーグカップ優勝などのタイトルを獲得し、個人としても1972年、1973年と2年連続でドイツ年間最優秀選手賞を受賞した。1972年は、欧州選手権での活躍もあわせてバロンドール投票でフランツ・ベッケンバウアーに次ぐ2位タイ（ゲルト・ミュラーと同票数）となった。1973年のDFBポカール決勝、すでにレアル・マドリードへの移籍が決まっていたネッツァーをヘネス・バイスバイラー監督はベンチに座らせた。そして、同点で迎えた91分にネッツァーがピッチに立つと、3分後の94分にネッツァーは決勝ゴールを挙げた。
1973年、リーガ・エスパニョーラの外国人枠が復活した年にレアル・マドリードへと移籍。その年、ヨハン・クライフがFCバルセロナへ移籍。当初はクライフの要求する移籍金にバルセロナは難色を示しており、それを知ったレアル・マドリードは獲得の可能性を模索。その動きを知ったバルセロナは直ちに移籍金を支払い、バルセロナへの移籍が決定した。クライフの獲得に失敗したレアル・マドリードはネッツァーを獲得した。1973-74シーズンのスペイン国王杯優勝。1975年 : レアル・マドリードの一員としてリーガ・エスパニョーラ、スペイン国王杯の二冠を達成。翌年もリーグ連覇。
1976年にスイスリーグのグラスホッパー・クラブ・チューリッヒに移籍し、同年に現役引退した。

### 西ドイツ代表
ドイツ代表では、1965年10月9日オーストリア戦で代表デビューを飾った。1970年のワールドカップ・メキシコ大会は、直前にコンディション不良により選考から外れた。
1972年の欧州選手権ではゲームメーカーとして活躍し優勝に貢献。1972年4月29日にイングランド・ウェンブリー・スタジアムで行われた準々決勝、イングランド戦においてリベロのフランツ・ベッケンバウアーと交互にポジションチェンジを行いゲームメイクを行った。この戦法は相手を翻弄し完全に試合を支配した結果3-1で勝利した。この試合はネッツァーのサッカー人生の中でも最高の試合と語り草になった。この活躍により、同年のバロンドールではゲルト・ミュラーと同率でベッケンバウアーに次ぐ2位となった。
しかし1974年のワールドカップ・西ドイツ大会ではヴォルフガング・オヴェラートとのポジション争いに敗れ出場機会を得ることが出来ず、1次リーグ最終戦の東ドイツ戦で出場機会が巡ってきた。試合は0-0の膠着状態のまま時間が経過し、イラ立った西ドイツサポーターからの「ネッツァーを出せ!」との声に後押しされる様に後半24分に途中出場を果たした。しかし、交代直後に東ドイツのユルゲン・シュパールヴァッサーの得点が決まり0-1で敗れた。ネッツァー本人は可も不可も無い出来ではあったが、この敗戦の責任を問われる様に、2次リーグ以降は出場機会を完全に失った。ネッツァーのワールドカップは21分間の出場のみに終わった。

### 引退後
引退後、1978年にハンブルガーSVのゼネラルマネージャーに就任。在任中に1度の UEFAチャンピオンズカップ、3度のブンデスリーガを制覇するなどクラブ史上で最も成功した時代を作ると共に莫大な資産を手に入れた。
その後、1986年にハンブルガーSVのGMを退き、スイス・チューリッヒを本拠地とするスポーツ代理店Infront Sports & Media AGの重役。2006年FIFAワールドカップドイツ大会招致委員。ドイツ公共放送連盟（ARD）のドイツ代表専門のコメンテーターなどを務めている。

## エピソード
- 西ドイツ大会でのネッツァー外しの表向きな理由は、マスコミや観客がその東ドイツ戦（1次リーグ突破は確定していたので、二次リーグでブラジルと同組を避けるために、わざと負けるよう指示されていたとも言われている）敗北の責任をネッツァーに押し付けたからとされているが、その当時のドイツ代表の主将で代表の選手選考に絶大な影響力を持つフランツ・ベッケンバウアーが彼を排除したためであったとも言われる。
- 愛称の「賢人」だが、これは90年代中期、ワールドサッカーダイジェスト誌の連載コラム「正統理論」（マーティン・ヘーゲレ著）が初出。原文は「サッカーのエキスパート」であったが、翻訳者の安藤正純が「賢人」と訳した。旧約聖書に出てくる「東方の三賢人」からネーミングが閃いたという事である。
- 31センチと足のサイズが非常に大きかったが、「スパイクが大きい方がボールがよく曲がる」と言ってそれよりもさらに一回り大きなスパイクを履いていた。

## 代表歴
- 西ドイツ代表　1965-74　37試合6得点
  - UEFA欧州選手権出場　1回（1972年ベルギー大会優勝）
  - FIFAワールドカップ出場　1回（1974年西ドイツ大会優勝）

## 獲得タイトル

### クラブ
ドイツ
- ブンデスリーガ - 1969–70, 1970–71
- DFBポカール - 1972–73

スペイン
- リーガ・エスパニョーラ - 1974–75, 1975–76
- コパ・デル・レイ - 1973–74, 1974–75

### 個人
- ドイツ年間最優秀選手賞 - 1972, 1973
- 20世紀の偉大なサッカー選手100人 - 76位